# لی وان کلیف
کلارنس لروی وان کلیف جونیور (به انگلیسی: Clarence LeRoy Van Cleef,Jr) (زادهٔ ۹ ژانویهٔ ۱۹۲۵ – درگذشتهٔ ۱۶ دسامبر ۱۹۸۹) که با نام هنری لی وان کلیف شناخته می‌شود، بازیگر آمریکایی بود و او عمدتاً در فیلم‌های وسترن و اکشن ظاهر شد. او به خاطر فرم خاص صورت و چشمانش، معمولاً نقش‌های منفی فیلم‌ها را بر عهده داشت؛ برای نمونه، در فیلم‌های مردی که لیبرتی والانس را کشت، نیمروز و خوب، بد، زشت نقش منفی و در فیلم به خاطر چند دلار بیشتر به‌همراه کلینت ایستوود نقش قهرمان فیلم را داشت. بعد از نقش آفرینی موفقش در فیلمهای به خاطر چند دلار بیشتر و خوب، بد، زشت، از وی برای حضور در چند فیلم به‌عنوان قهرمان نیز دعوت شد.
او در بیش از ۱۷۰ نقش سینمایی و تلویزیونی در حرفه ای نزدیک به چهل سال ظاهر شد، اما بیشتر به عنوان ستاره وسترن اسپاگتی ایتالیا، به ویژه فیلم‌های سه‌گانه دلاری به کارگردانی سرجو لئونه، به خاطر چند دلار بیشتر (۱۹۶۵) و خوب بد زشت (۱۹۶۶) شناخته می‌شود. او در سال ۱۹۸۳ جایزه چکمه طلایی را به خاطر سهمش در ژانر تلویزیون و فیلم وسترن دریافت کرد.
وان کلیف در سومریل، نیوجرسی به دنیا آمد و بزرگ شد. در طول جنگ جهانی دوم در نیروی دریایی ایالات متحده در یک کشتی مین رول خدمت کرد و برای اقدامات خود یک مدال نشان ستاره برنزی دریافت کرد. او پس از بازی روی صحنه در تئاتر منطقه ای، اولین فیلم خود را در وسترن نیمروز (۱۹۵۲) انجام داد. با ویژگی‌هایی متمایز، زاویه دار و شخصیتی کم حرف، وان کلیف به عنوان شخصیت شرور کوچک و نقش مکمل در فیلم‌های وسترن، درام و جنایی تایپ شد. پس از متحمل شدن جدی در یک تصادف اتومبیل، حرفه بازیگری وان کلیف شروع به افول کرد. با این حال، زمانی که کارگردان سرجو لئونه، به او پیشنهاد نقش اصلی در فیلم به خاطر چند دلار بیشتر را داد، به ستاره ای غیرمنتظره دست یافت و دو نامزدی جایزه گلدن گلوب بهترین بازیگر نقش مکمل مرد و جایزه لورل طلایی برای عملکرد اکشن در سال ۱۹۶۷ شد. این فیلم موفق شد و از او به عنوان قرعه کشی باکس آفیس، عمدتاً در اروپا یاد کرد.
او همچنین نقش اصلی جان پیتر مک آلیستر را در مجموعه تلویزیونی هنرهای رزمی استاد (۱۹۸۴) را در ۱۳ قسمت بازی کرد و نامزدی جایزه امی ساعات پربیننده اجرای برجسته و ادامه‌دار توسط بازیگر نقش اول مرد را دریافت کرد.

## کودکی
لی وان کلیف در ۹ ژانویه سال ۱۹۲۵ در شهر سومرویل (در ایالت نیوجرسی) زاده شد. وی فرزند ماریون و کلارنس بود. هم پدرش و هم مادرش از تبار هلندی بودند. شایعاتی مبنی بر اینکه اجداد مادر وی را اندونزیایی می‌دانند تکذیب شده است.
وان کلیف در سن ۱۷ سالگی دیپلم خود را گرفته و به خدمت نیروی دریایی می‌رود. وی ابتدا در کشتی وظیفه ردیابی زیردریایی‌ها و بعد در کشتی مین‌روبی مشغول به خدمت می‌شود.
بعد از ترک نیروی دریایی، وی مشغول به انجام کارهای متفاوتی چون حسابداری، مراقبت از کمپ‌های تابستانی و کار در مزرعه پرورش دام شد.

## بازیگری

### ۱۹۵۲ تا ۱۹۶۲
اولین حضور وی در سینما و تئاتر زمانی رقم خورد که به پیشنهاد دوستش، برای یک گروه تئاتر در نمایش «شهر ما» یک قطعه را خواند و از آن پس بود که برای گرفتن قسمت‌های مختلف در نمایش‌های بعدی همراه گروه باقی ماند. در همین دوره بود که وی با اجرای خودش توانست نظر عده‌ای را به خود جلب کند، به همین جهت وی را برای آزمون نمایش به نیویورک بردند. نمایشی که قرار بود اجرا کند با نام «آقای رابرتس» اجرا شد و مسئول نمایش به شدت تحت تأثیر وان کلیف قرار می‌گیرد و برای نمایش‌های بعدیش نیز برای او نقش‌هایی در نظر می‌گیرد. در زمان اجرای یکی از همین نمایش‌ها، استنلی کرامر، از کارگردانان سینما، اجرای وی را دیده و می‌پسندد و این شد که به او نقشی در فیلم جدیدش، بعدازظهر طولانی پیشنهاد می‌کند. در ابتدا قرار بود وی نقش معاون هاروی پل را در فیلم بازی کند، در این راستا کارگردان به وی گفته بود که ابتدا باید ظاهر بینی‌اش را درست کند که با مخالفت وان کلیف روبه‌رو شد که در نهایت نقش یک مرد شریر را به وی می‌دهند. او در مصاحبه ای گفت که برای فیلم بعد از ظهر طولانی ۵۰۰ دلار در هفته دریافت می‌کرده است. نقش‌آفرینی وی در این فیلم بسیار مورد توجه قرار گرفت و جرقه‌ای بود برای شهرتش.
بعد از فیلم بعدازظهر طولانی بود که وی در چندین فیلم و سریال تلویزیونی ظاهر شد، عمدتاً در نقش‌های منفی و بسیار معدود در نقش‌های مثبت داستان. از فیلم‌های وی در این دوره می‌توان به «هیولایی از عمق ۲۰٫۰۰۰ فاتوم»، فیلم علمی تخیلی «دنیا را تسخیر خواهد کرد» و «شهر مرموز کانزاس» اشاره نمود.
او همچنین در کار جان وین در فیلم فاتح ظاهر شد این فیلم نقدهای منفی از سوی کاربران دریافت کرد و بدترین فیلم دهه ۱۹۵۰ شناخته می‌شود.
او در فیلم‌های وسترن دیگری در فیلم شجاعان در کنار گریگوری پگ، تنها بتاز در کنار راندولف اسکات، جیمز بست و جیمز کابرن و مردی که لیبرتی والانس را کشت در کنار جان وین، جیمز استوارت و لی ماروین ظاهر این فیلم‌های نقدهای مثبتی از سوی منتقدان دریافت کردند، ولی نقش آفرینی وی تأثیری در پیشرفت کار او نداشت.
مهم‌ترین نقش آفرینی او در دهه ۶۰ در تلویزیون، منطقه نیمه روشن در کنار لی ماروین بود.
در سال ۱۹۵۹ یک تصادف رانندگی شدید بر اثر خوردن الکل تقریباً به جان و زندگی وان کلیف تمام شد. پزشکان گفتند که شاید او هرگز دیگر سوار اسب نخواهد شد و حرفه بازیگری او شروع به افول کرد و حرفه اش را برای مدتی کنار گذاشت و به کار نقاشی مشغول شد. او همچنین در اواسط سال‌های ۱۹۶۲ تا ۱۹۶۵ انگشت درازش را درحین ساختن خانه بازی با دخترش دنیز از دست داد.

### ۱۹۶۵ تا ۱۹۶۹
زمانی که او در نیویورک مشغول به کار نقاشی بود، کارگردان جسور و جوان ایتالیایی سرجو لئونه به آمریکا آمد و برای فیلم جدیدش (به خاطر چند دلار بیشتر) پس از موفقیت به خاطر یک مشت دلار به دنبال بازیگر برای نقش سرهنگ داگلاس مارتیمور می‌گشت. در ابتدا قرار بود چارلز برانسون این نقش را بازی کند اما او قبول نکرد چون فکر می‌کرد فیلم‌نامه این فیلم شبیه به خاطر یک مشت دلار است. همچنین لی ماروین برای این نقش در نظر گرفته شده بود اما او دستمزد زیادی می‌خواست و از این درخواست استعفا داد. لئونه مجبور شد بازیگر ارزان تری را انتخاب کند و او لی وان کلیف را در میان تصویر بازیگران را دید. لئونه با جاکت و چکمه‌های قهوه ای و همسرش با لی ملاقات کردند، لئونه می‌گفت که تو باید به ایتالیا بیایی، لی در ابتدا تمایلی برای فیلم‌برداری به آنجا نداشت چون او باید یک تابلوی نقاشی به ارزش ۵۰ دلار تمام می‌کرد، ولی وقتی که شنید دستمزدش ۱۷٬۰۰۰ دلار است، بی میلی او از بین رفت. او در ابتدای فیلم‌برداری مست بود لئونه و همسرش مجبور بودند او را کنترل کنند. لئونه برای بازی دیگر با او ۵٬۰۰۰ دلار دیگری به او داد.
او با کلینت ایستوود همبازی شد. کلینت که در ایتالیا تنها و غریب بود ولی وقتی دید که یک بازیگر آمریکایی هم وطن خودش هم بازی می‌شود بسیار خوشحال بود. آنها در طول فیلم‌برداری باهم دوست شدند و در پشت صحنه با هم صحبت و گفتگو می‌کردند. ایستوود برای این فیلم ۵۰٬۰۰۰ دلار دریافت کرد. این فیلم نقدهای مثبتی از سوی منتقدان دریافت کرد و نقش آفرینی او مورد تحسین و توجه قرار گرفت و دو نامزدی جایزه گلدن گلوب بهترین بازیگر نقش مکمل مرد و جایزه لورل طلایی برای عملکرد اکشن را به ارمغان آورد.
در سال ۱۹۶۶ قرار بود چارلز برانسون نقش انجل آیز یا بد در خوب بد زشت بازی کند اما او برای فیلم دوازده مرد خبیث در نظر گرفته شده بود لئونه برای همکاری دیگر با لی این نقش را به وی می‌دهد، البته این بار نقش منفی! او دوباره با ایستوود همبازی شد. لئونه بازیگر جدید (ایلای والاک) را برای فیلم خوب بد زشت در نقش زشت یا توکو رامیرز انتخاب کرده بود، او با ایلای والاک دوستان نزدیک و بسیار صمیمی شدند. او و کلینت می‌دانستند که شخصیت توکو که ایلای والاک ایفای نقش کرده بود، بسیار به قلب لئونه نزدیک است. لی دید که توکو تنها کسی از سه نفری است که در اینجا تنها مانده ما با برادر ایلای ملاقات می‌کنیم که چرا توکو راهزن شده است. لئونه برای بازی این نقش به او ۵۰٬۰۰۰ دلار داد.
پس از موفقیت‌های بزرگش در باکس آفیس برای فیلم‌های به خاطر چند دلار بیشتر و خوب بد زشت از او در چند فیلم‌های دیگر به عنوان قهرمان فیلم دعوت شد. او خانه ای در رم ایتالیا خرید و ساکن شد.
به عنوان مثال تسلیم بزرگ به کارگردانی سرجیو سولیما که در اینجا خود را شخصیتی مصمم و با اراده مجسم می‌کند یکی از دوست داشتنی‌ترین نقش‌های عمرش را بازی کرده بود که به ۲۰۰٬۰۰۰ دلار کاسب و برنده جایزه لورل طلایی برای عملکرد اکشن شد. بعد از آن فیلم مرگ سوار بر اسب محصول ۱۹۶۷ با جان فیلیپ لا همبازی شد. فیلیپ لا که در این فیلم تنها بازیگر آمریکایی بود با هم دوستان صمیمی شدند و پس از ۱۳ سال همدیگر را ملاقات کردند. فیلم بعدی او روز خشم به کارگردانی تونینو والری با جولیانو جما همبازی شد. این فیلم مثل دو فیلم قبلی اش مورد تحسین کاربران قرار گرفت ولی در دو فیلم قبلی اش قهرمان داستان بود البته این بار نقش منفی! و نامزد جایزه لورل طلایی برای عملکرد اکشن شد. بعد از آن فیلم فراتر از قانون (۱۹۶۸) که تهیه کنندگی آن را بر عهده داشت در کنار باد اسپنسر بازی کرد. او همچنین فیلم جنگی کماندوها (۱۹۶۸) را بازی کرد اما این فیلم مورد استقبال منتقدان قرار نگرفت. لئونه در سال ۱۹۶۸ به لی پیشنهاد کرده بود که در فیلم روزی روزگاری در غرب بازی کند اما او نپذیرفت.
در سال ۱۹۶۹ جانفرانکو پارولینی معروف به فرانک گرامر آنقدر جذب وان کلیف شده بود که نقش اصلی ساباتا برای فیلم ساباتا (۱۹۶۹) به او داد او قرارداد ۵۰۰٬۰۰۰ دلار ی با کرامر بست به ستاره ای غیرمنتظره دست یافت و برنده جایزه لورل طلایی برای عملکرد اکشن شد.

### ۱۹۷۰ تا ۱۹۷۷
در سال ۱۹۷۰ پس از چند بازی در فیلم‌های وسترن و اکشن ایتالیایی لی به آمریکا دعوت شد. او در فیلم بارکوئرو یا قایقران به کارگردانی گوردون داگلاس با وارن اوتس همبازی شد. او در مصاحبه اعلام کرد که برای این فیلم ۳۵۰٬۰۰۰ دلار دریافت کرده است.
در سال ۱۹۷۰ او برای فیلم ال کندور در کنار جیم براون همبازی شد. پرهزینه‌ترین فیلم تاریخ سینما، تا آن زمان در کنار جیم براون و پاتریک اُ نیل بازی درخشان را از خود به یادگار گذاشت. این فیلم در دوران خود یکی از فیلم‌های پر فروش سال بود.
در سال ۱۹۷۱ دوباره به ایتالیا برگشت تا وسترن دیگری بسازد به نام کاپیتان آپاچی. در این فیلم او نقش یک سروان آپاچی را بازی می‌کند که دنبال یک سرنخ است. او همچنین اجرا کننده صبح آوریل است. در این فیلم با کارول بیکر و استوارت ویتمن همبازی است. این فیلم نقدهای منفی از سوی منتقدان دریافت کرد.
در همان سال او قرار بود در دومین قسمت از سه‌گانه ساباتا با عنوان خداحافظ ساباتا (۱۹۷۰) را بازی کند اما مجبور شد این پیشنهاد را رد کند چون او برای بازی نقش کریس در فیلم هفت سوار دلاور پیشنهاد شده بود و کرامر مجبور شد نقش ساباتا را به یول برینر بدهد که در هفت دلاور به شهرت رسیده بود، اما او سومین قسمت از سه‌گانه با عنوان بازگشت ساباتا (۱۹۷۱) لی وان کلیف به نقش ساباتا بازمی‌گردد. علاوه بر بازگشت پیروزمندانه لی، این فیلم نقدهای منفی از سوی کاربران دریافت کرد.
او همچنین در همان سال در کنار جینا لولوبریجیدا، جیمز میسون و جس هان در فیلم وسترن و عاشقانه مردان بد رودخانه بازی کرد. او در این فیلم نقش یک راهزن به همراه سه نفر بازی می‌کند. این فیلم نقدهای منفی از سوی کاربران دریافت کرد.
او در سال ۱۹۷۱ برای نقش ویتو کورلئونه پیر در فیلم پدر خوانده (۱۹۷۲) در نظر گرفته شده بود اما او به دلیل تضاد برنامه‌ریزی با پروژه دیگری آن را رد کرد و مارلون براندو این نقش پذیرفت و در سال ۱۹۷۳ جایزه اسکار بهترین بازیگر نقش اول مرد را دریافت کرد. او در واقع برنده یا نامزدی جایزه اسکار را رد کرده است.
در سال ۱۹۷۲ به آمریکا بازگشت و نقش مارشال کریس آدامز را که براینر در هفت دلاور بازی کرده بود، بازی کرد این فیلم ۲۱٬۰۰۰ دلار ضرر کرد و حدود ۱ میلیون دلار از تلویزیون به‌دست‌آورد.
او در همان سال پس از ساخت فیلم هفت سوار دلاور به ایتالیا رفت تا فیلم وسترن سایه‌های انتقام (۱۹۷۲) را بسازد. در این فیلم او نقش یک کلانتری را بازی می‌کند که به دنبال بی گناهی فردی ثابت شود و جلوی سه برادر را می‌گیرد. این فیلم نقدهای مثبتی از سوی منتقدان دریافت کرد.
در سال سال ۱۹۷۳ فیلم فرانک بدجنس و تونی بی مخ را در کنار تونی لو بیانکو بازی کرد. در این فیلم او نقش یک گانگستر را بازی می‌کند.
در سال ۱۹۷۴ آنتونیو مارگریتی جذب لی وان کلیف شده بود که نقش داکوتا در فیلم غریبه و تفنگچی(۱۹۷۴) به وی داده شد. این فیلم ترکیبی از وسترن اسپاگتی و کونگ فو است. این فیلم اولین همکاری او با مارگریتی است.
در سال ۱۹۷۵ او تولد ۵۰ سالگی خود را با مارگریتی جشن گرفت و در فیلم سواری سخت (۱۹۷۵) یک محصول مشترک کمپانی ایتالیایی و آمریکایی با جیم براون، فرد ویلیامسون و جیم کلی همبازی بود. این فیلم نقدهای منفی از سوی کاربران دریافت کرد.
در سال ۱۹۷۶ او سومین همکاری خود را با فرانک کرامر شروع می‌کند به جبران فیلم خداحافظ ساباتا (۱۹۷۰)، فیلم وسترن اسلحه خدایان (۱۹۷۶) با جک پالانس و لیف گرت هم بازی است. این فیلم در فلسطین اشغالی و اسرائیل پر شده و او در این فیلم نقش دو برادر را بازی می‌کند: یک کشیش و یک هفت تیر کش ارشاد شده که مصمم است جلوی آنها را بگیرد.
در سال ۱۹۷۷ بچه انتقام جو، آخرین فیلم وسترن خود را با جیم براون و لیف گرت بازی می‌کند. این فیلم مانند فیلم قبلی اش در فلسطین اشغالی پر شده بود.
در همان سال دو فیلم اکشن تلویزیونی جایی برای پنهان شدن نیست و قاتل کامل را بازی می‌کند.

### ۱۹۷۸ تا ۱۹۸۹
در سال ۱۹۷۸ لی سومین همکاری خود را با مارگریتی شروع می‌کند، مارگریتی تصمیم می‌گیرد فیلم وسترن نسازد، و تصمیم گرفت که فیلم اکشن کلاهبرداری (۱۹۷۸) را بسازند. او آخرین نقش اول فیلم خود را انجام داد.
در سال ۱۹۷۹ یک فیلم تلویزیونی اکشن بریتانیایی راه سخت (۱۹۷۹) با پاتریک مک دوران همبازی شد. این فیلم نقد مثبت کمی از سوی منتقدان دریافت کرد.
در سال ۱۹۸۰ در فیلم رزمی و اکشن هشت ضلعی (۱۹۸۰) با چاک نوریس همبازی شد.
در سال ۱۹۸۱ جان کارپنتر یکی کارگردانان سلاطین ژانر وحشت که یکی از پر و پا قرص‌ترین طرفدار ژانر وسترن اسپاگتی لی بود، او را برای نقش کمیسر پلیس باب هاک برای فیلم فرار از نیویورک انتخاب کرد. در ابتدا قرار بود چارلز برانسون با او همبازی شود اما کارپنتر او را کنار گذاشت و کرت راسل با او همبازی شد. این فیلم نقدهای مثبتی از سوی منتقدان دریافت کرد.
او در سال ۱۹۸۳ جایزه چکمه طلایی را به خاطر
سهمش در ژانر سریال و فیلم وسترن از آن خود کرد.
در سال ۱۹۸۴ مجموعه تلویزیونی ارباب، نقش یک استاد نینجا که نامش جان پیتر مک آلیستر است را بازی کرد. او این نقش را در ۱۳ قسمت ایفا کرد.
در همان سال چهارمین همکاری او با مارگریتی شروع کرد اسم رمز: غازهای وحشی (۱۹۸۴) با ارنست بورگناین همبازی شد. همکاری او در دو فیلم بعدی اش (مهاجمان جنگل (۱۹۸۵) و فرمانده (۱۹۸۸)) نقش مکمل داشت.
در سال ۱۹۸۶ در واکنش مسلحانه با دیوید کارادین همبازی شد.
در سال ۱۹۸۹ در فیلم منطقه سرعت حضور افتخاری داشت. آخرین فیلم او دزدان ثروت (۱۹۹۰) بود که یک سال پس از مرگ او بر اثر سکته قلبی اکران شد.

## زندگی شخصی
لی وان کلیف ۳ بار ازدواج کرده است. ازدواج اولش با پتسی روث در سال ۱۹۵۸ به طلاق انجامید. سپس در سال ۱۹۶۰ با جووان درن ازدواج کرد که این ازدواج نیز در سال ۱۹۷۴ با طلاق به اتمام رسید. دو سال بعد در سال ۱۹۷۶ برای بار سوم، اینبار با باربارا هاولون ازدواج می‌کند. ازدواج سومش تا زمان مرگش در سال ۱۹۸۹ باقی ماند.

## مرگ
لی وان کلیف که در بیشتر فیلم‌هایش سیگار و پیپ می‌کشید، در خارج از فیلم هم همین‌طور بود. او که در اواخر دهه ۱۹۷۰ و اوایل دهه ۱۹۸۰ از بیماری قلبی رنج می‌برد تا سال ۱۹۸۹ به بازیگری ادامه داد.
سرانجام ۹ ماه پس از مرگ سرجو لئونه، او در ۱۶ دسامبر ۱۹۸۹ بر اثر سکته قلبی در خانه اش درگذشت. همسرش باربارا با اورژانس تماس گرفت اما نتوانستند او را زنده کنند.
در مراسم خاکسپاری او بسیاری از گاوچران‌های کلاه به سر در این مراسم حضور داشتند. همچنین در مراسم خاکسپاری او کلینت ایستوود، ایلای والاک، جان فیلیپ لا، جانفرانکو پارولینی، جولیانو جما، آنتونیو مارگریتی و جیم براون حضور داشتند.

## فیلم‌شناسی

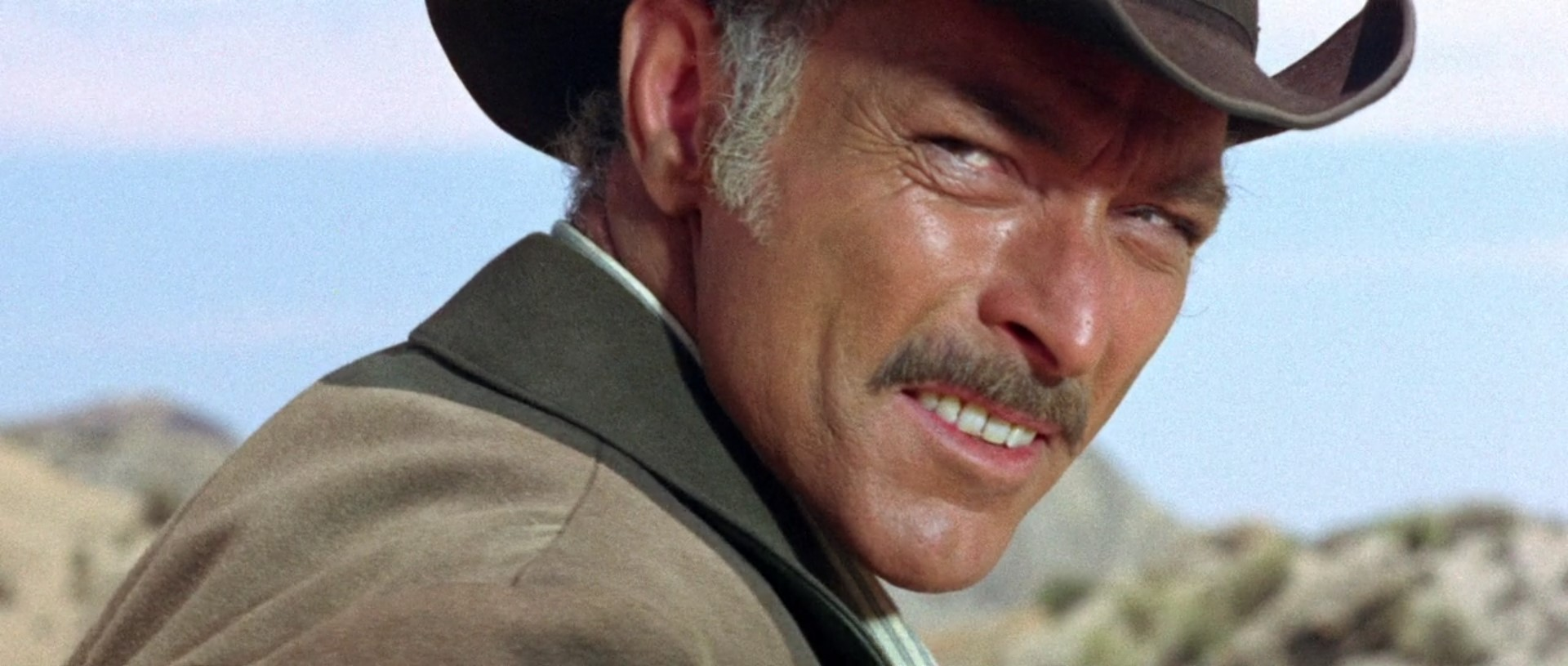
روز خشم (۱۹۶۷)

### فیلم
| سال  | نام فیلم                     | نقش                    | یادداشت‌ها                                                                                    |
| ---- | ---------------------------- | ---------------------- | -------------------------------------------------------------------------------------------- |
| ۱۹۵۲ | نیمروز                       | جک کلبی                | در اولین فیلم خود                                                                            |
| ۱۹۵۲ | کازانس سیتی محرمانه          | تونی رومانو            |                                                                                              |
| ۱۹۵۵ | ترکیب بزرگ                   | فانته                  |                                                                                              |
| ۱۹۵۶ | جهان را فتح کرد              | دکتر تام اندرسون       |                                                                                              |
| ۱۹۵۸ | شجاعان                       | آلفونسو پارال          |                                                                                              |
| ۱۹۵۹ | دخترها اسلحه‌ها گانگسترها     | مایک بنت               |                                                                                              |
| ۱۹۵۹ | تنها بتاز                    | فرانک                  | همچنین تهیه‌کننده                                                                             |
| ۱۹۶۲ | مردی که لیبرتی والانس را کشت | ریس                    |                                                                                              |
| ۱۹۶۵ | به خاطر چند دلار بیشتر       | سرهنگ داگلاس مارتیمور  | نامزد - جایزه گلدن گلوب بهترین بازیگر نقش مکمل مرد نامزد - جایزه لورل طلایی برای عملکرد اکشن |
| ۱۹۶۶ | خوب بد زشت                   | انجل آیز/ سنتنزا (بد)  |                                                                                              |
| ۱۹۶۷ | تسلیم بزرگ                   | جاناتان کوربت          | جایزه لورل طلایی برای عملکرد اکشن (۱۹۶۷)                                                     |
| ۱۹۶۷ | مرگ سوار بر اسب              | رایان                  |                                                                                              |
| ۱۹۶۷ | روز خشم                      | فرانک تالبی            | نامزد - جایزه لورل طلایی برای عملکرد اکشن (۱۹۶۹) (مشترک با مرگ سوار بر اسب)                  |
| ۱۹۶۸ | فراتر از قانون               | بیلی جو کادلیپ         | همچنین تهیه‌کننده                                                                             |
| ۱۹۶۸ | کماندوها                     | گروهبان سالیوان        |                                                                                              |
| ۱۹۶۹ | ساباتا                       | ساباتا                 | برنده جایزه لورل طلایی برای عملکرد اکشن (۱۹۷۰)                                               |
| ۱۹۷۰ | بارکوئرو                     | تراویس                 | نامزد - جایزه لورل طلایی برای عملکرد اکشن (۱۹۷۱)                                             |
| ۱۹۷۰ | ال کندور                     | جارو                   | نامزد - جایزه گلدن گلوب بهترین بازیگر نقش مکمل مرد (۱۹۷۱)                                    |
| ۱۹۷۱ | کاپیتان آپاچی                | کاپیتان آپاچی          | همچنین اجرا کننده صبح آوریل _ ترانه توسط خودش نامزد جایزه گرمی بهترین اجرا کننده موسیقی      |
| ۱۹۷۱ | بازگشت ساباتا                | ساباتا / میجر          |                                                                                              |
| ۱۹۷۱ | مردان بد رودخانه             | ری کینگ                |                                                                                              |
| ۱۹۷۲ | هفت سوار دلاور               | مارشال کریس آدامز      |                                                                                              |
| ۱۹۷۲ | سایه‌های انتقام               | کلیتون                 |                                                                                              |
| ۱۹۷۳ | فرانک بدجنس و تونی بی مخ     | فرانکی دیومید          |                                                                                              |
| ۱۹۷۴ | آنجا که خورشید نمی‌تابد       | داکوتا                 | همچنین نوازنده ویسکی چاودار _ ترانه توسط خودش                                                |
| ۱۹۷۵ | سواری سخت                    | کیفر                   |                                                                                              |
| ۱۹۷۶ | اسلحه خدایان                 | پدر جان / سوئیس        | نامزد - جایزه فوتوپلی بازیگر مورد علاقه (۱۹۷۷)                                               |
| ۱۹۷۷ | بچه انتقام‌جو                 | مک کلین                |                                                                                              |
| ۱۹۷۷ | جایی برای پنهان شدن نیست     | آیک اسکالون            |                                                                                              |
| ۱۹۷۷ | قاتل کامل                    | هری چپمن               |                                                                                              |
| ۱۹۷۸ | کلاه‌برداری                   | کریس گرچکو/ ری اسلون   | نامزد - جایزه مشتری بهترین بازیگر بین‌المللی (۱۹۷۹)                                           |
| ۱۹۷۹ | راه سخت                      | مک نیل                 |                                                                                              |
| ۱۹۸۰ | هشت ضلعی                     | مک کارن                |                                                                                              |
| ۱۹۸۱ | فرار از نیویورک              | کمیسر پلیس باب هاک     | نامزد - جایزه مشتری بهترین بازیگر بین‌المللی (۱۹۸۲)                                           |
| ۱۹۸۴ | بازی ۲                       | جولیت                  |                                                                                              |
| ۱۹۸۴ | اسم رمز: غازهای وحشی         | چینا                   |                                                                                              |
| ۱۹۸۵ | مهاجمان جنگل                 | وارن                   |                                                                                              |
| ۱۹۸۶ | واکنش مسلحانه                | برت راث                | نامزد - جایزه ساترن بهترین بازیگر نقش مکمل مرد (۱۹۸۷)                                        |
| ۱۹۸۸ | فرمانده                      | سرهنگ مازارینی         |                                                                                              |
| ۱۹۸۹ | منطقه سرعت                   | پدر بزرگ سنگ پرش       |                                                                                              |
| ۱۹۹۰ | دزدان ثروت                   | سرجیو دانیلو کریستوفرو | در آخرین فیلم خود                                                                            |